# جزيرة غوريه
جزيرة غوريه أو جزيرة غوري تقع في أفريقيا، وتبلغ مساحتها 17 هكتارا، قبالة سواحل السنغال مقابل داكار، وقد شكلت من القرن الخامس عشر ولغاية القرن التاسع عشر المركز التجاري الأكبر لتجارة العبيد في الساحل الأفريقي. وقد خضعت على التوالي لسيطرة البرتغال وهولندا وانكلترا وفرنسا، ما جعل هندستها تتميز بالتناقض بين أحياء العبيد المظلمة ومنازل تجار الرقيق الأنيقة. ولا تزال جزيرة غوري تجسّد حتى اليوم رمزاً للاستغلال البشري وموطناً للمصالحة. في عام 1978 أعلن أنه من مواقع التراث العالمي من قبل اليونسكو.
|  |  |  |

## تاريخ الجزيرة وتجارة الرقيق

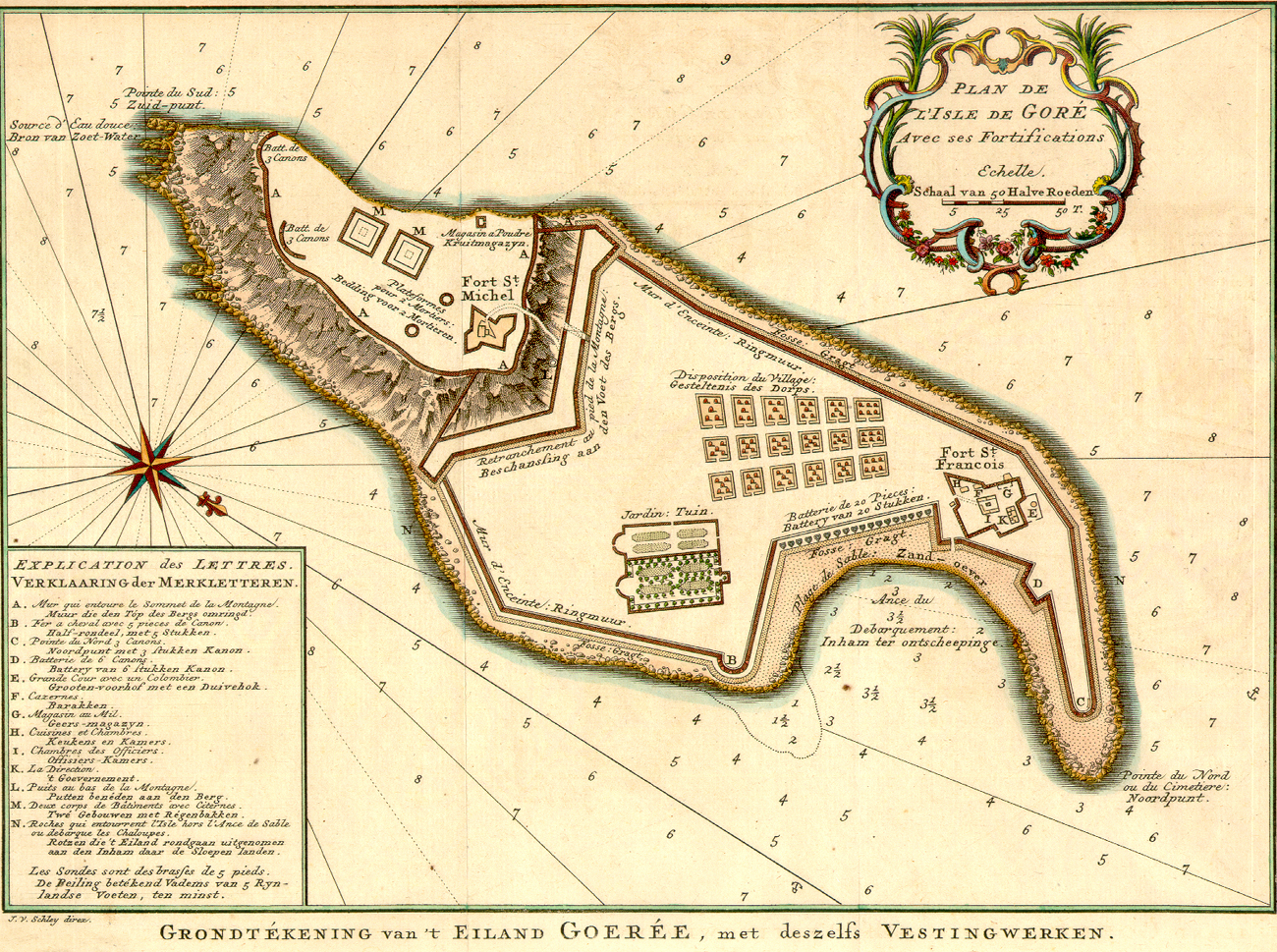
خريطة الجزيرة في سنة 1772

شكلت الجزيرة من منتصف القرن الخامس عشر إلى القرن التاسع عشر المنطقة الإستراتيجية للنفوذ الاستعماري في المنطقة. حيث توالت على احتلالها كل من البرتغاليين عام 1444م ثم الهولنديين عام 1617م حيث سموها غويد ريد Goede Reede (الميناء الجيد) حيث الاسم الحالي للجزيرة، ثم غلب عليه الفرنسيون عام 1677م لكن كان بين هذا الأخير والبريطانيين نزاع مرير حول الجزيرة تم حله في معاهدة أميان 1802م بعدها صارت خالصة للفرنسيين إلى أن تم الاستقلال.
كانت تمثل النقطة الأخيرة لنقل العبيد من غرب أفريقيا إلى أوروبا والأمريكيتين, نصب تمثال على الجزيرة تخليدا لذكرى تجارة العبيد
يؤكد المؤرخون أن عدد الأشخاص الذين نقلوا من إفريقيا عبر جزيرة غوري إلى القارة الأميركية يقدر بحوالي ستين مليون شخص، إضافة إلى ملايين من الذين ماتوا أثناء رحلة العذاب وهم في سفنهم، وآخرين عانوا من الأمراض فرمى بهم تجار النخاسة إلى البحر وكذلك الذين قضوا نحبهم في أشغالهم الشاقة داخل الجزيرة قبل نقلهم في رحلتهم إلى العالم الجديد .

## معالم تاريخية
تعرف هذه الجزيرة بمعالمها التاريخية الأخاذة التي تمزج بين الأصالة والمعاصرة.

### بيت العبيد

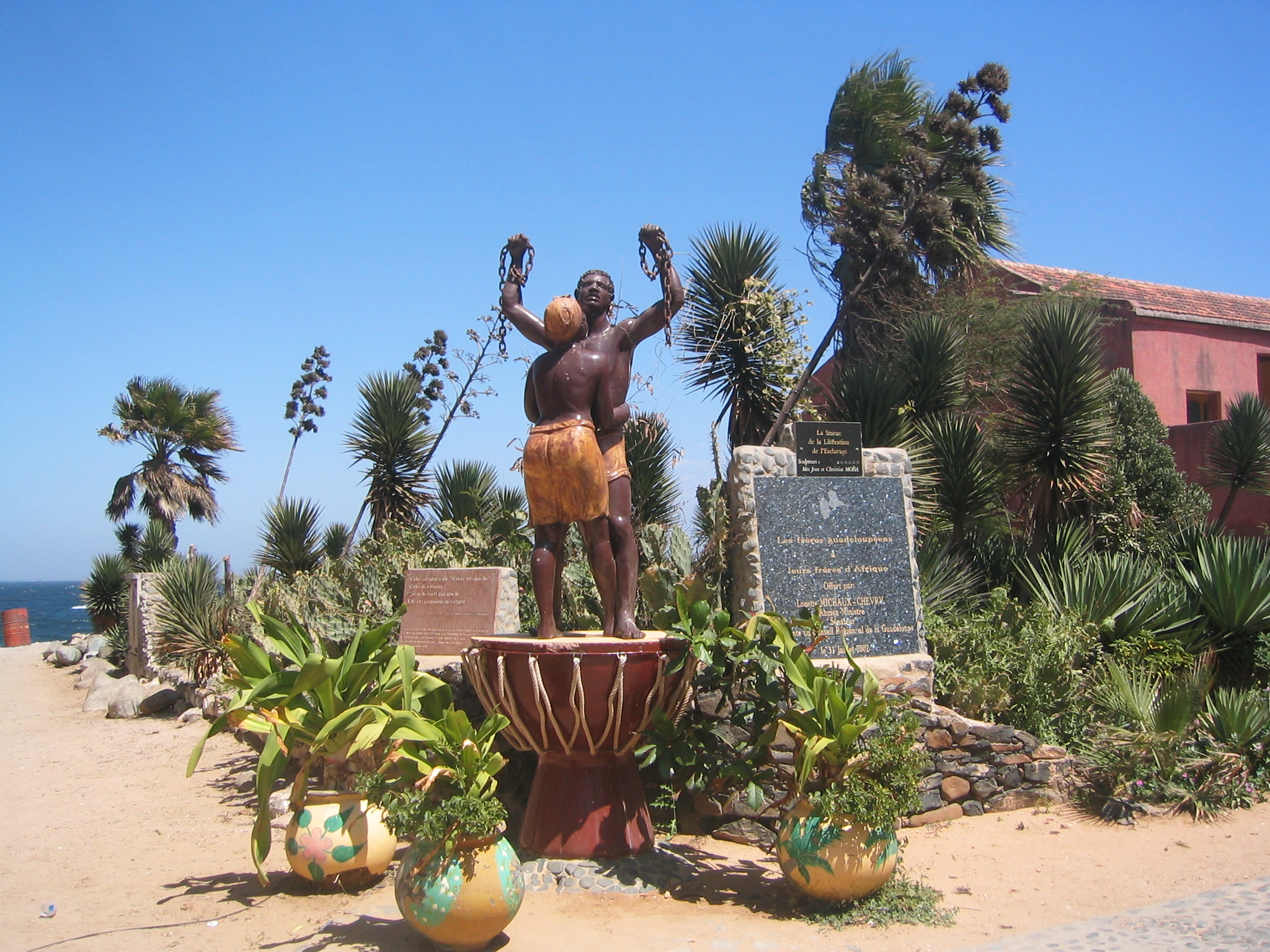
تمثال "حرية العبيد" فوق طبل كبير وأمام بيت العبيد

هو الوحيد من بين العشرات من الأماكن التي استعملت كمحل للسفر بلا عودة، بني عام 1780م, لاحتجاز «المعتقلين» من الجنسين ومن جميع الأعمار قبل ترحيلهم. وتنقسم الدار إلى عدة عنابر لا تتجاوز مساحتها 6.76 متر مربع، عنبر للنساء، وعنبر للأطفال، وعنبر للفتيات، وآخر للرجال، بالإضافة إلى عنابر للمتمردين.
لا يتجاوز سقفه 0.8 متر. وقد كانت هذه الدار نقطة بيع وترحيل الرقيق، حيث تبدأ العملية بمقايضة الرقيق بالبضائع، ومن ثم ترحيل الضحايا عن طريق باب اللاعودة الشهير، وهو البوابة الخلفية للدار المطلة على المحيط الأطلسي.

### تمثال الحرية
تمثال «حرية العبيد» أمام بيت العبيد .. حيث تعانق فتاة أفريقية، قرينها الأفريقي الذي كسر القيود رافعا هامته تحت شمس جزيرة غوري ... تمثال يعبر عن الرق، نفذ بواسطة فنان من جزر المارتينيك هو جوادولوبو في تاريخ الألفية للرق والاستعباد عام 2002 م، ويزن التمثال البرونزي 500 كغ، ويبرز تحت التمثال طبل كبير.. والفكرة الفنية التي أراد الفنان صياغتها هي أن الطبول حينها كانت تستخدم لجذب الناس وخروجهم من مخابئهم، فيتم اختطافهم إلى رحلة الموت أو الاستعباد.

### مدرسة ويليام بونتي القديمة
تحتضن هذه الجزيرة المؤسسة التعليمية الرائدة في بدايات القرن العشرين : مدرسة ويليام بونتي التي تأسست عام 1903م وتعرف المدرسة على أنها المدرسة النظامية الفدرالية لأفريقيا الغربية الفرنسية.
تشتهر مدرسة وليام بونتي بأنها مؤسسة تعليمية خرجت كوادر ومعلمين وأطباء حملوا على أكتافهم عبء تأسيس معظم دول غرب أفريقيا.
ويطلق عليها اسم مدرسة القادة إذ تخرج منها قرابة ألفي طالب من أبرزهم الرئيس الراحل لساحل العاج فليكس هوفوت بوني، وموديبو كيتا أول رئيس لجمهورية مالي وحماني جوري أول رئيس لجمهورية النيجر ومامادو جاه زعيم الاستقلال لجمهورية السنغال إضافة إلى الرئيس السنغالي عبد الله واد.

### المتحف التاريخي
يوجد المتحف التاريخي في الطرف الشمالي للجزيرة حيث الحصن «أستريت» المنيع أيام الإستعمار. وقد تم اعتماد المتحف من قبل المعهد الأساسي لإفريقيا السوداء(IFAN). هذا وتضم المتحف بين جنباته أهم المشاهد للمسلسلات المختلفة للتاريخ السنغالي، إضافة إلى أجزاء مهمة من تاريخ غوري المعبر بالسطر والصورة.

### مسجد الجزيرة

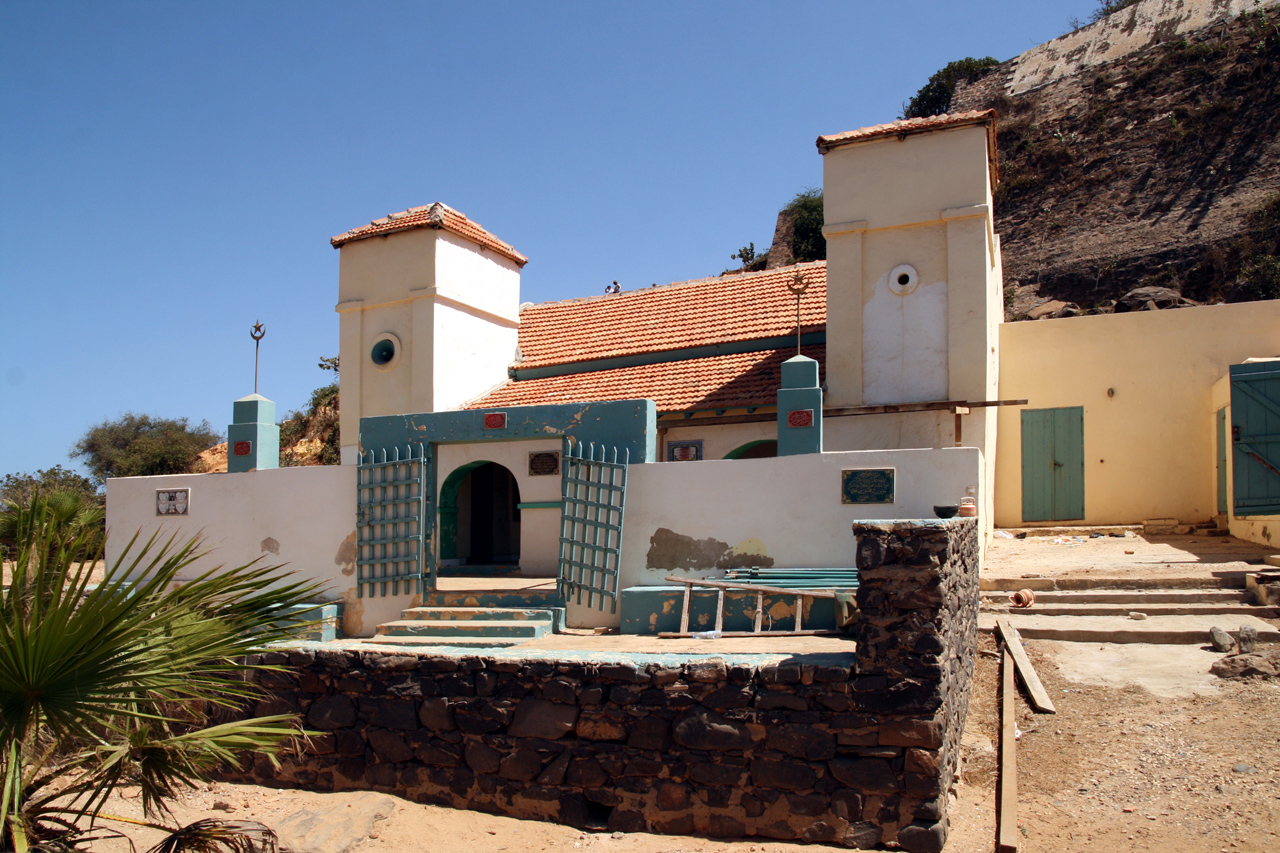
مسجد الجزيرة

## معرض صور

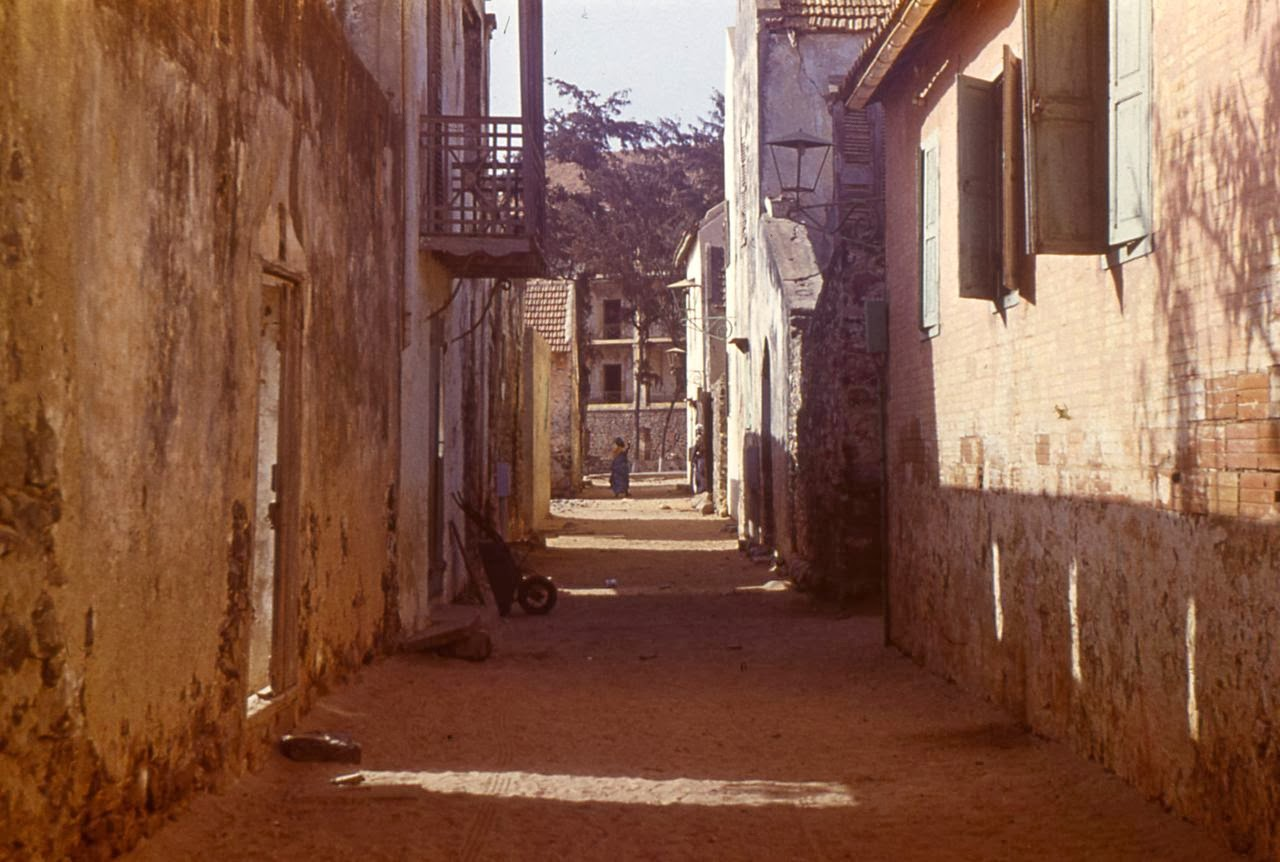
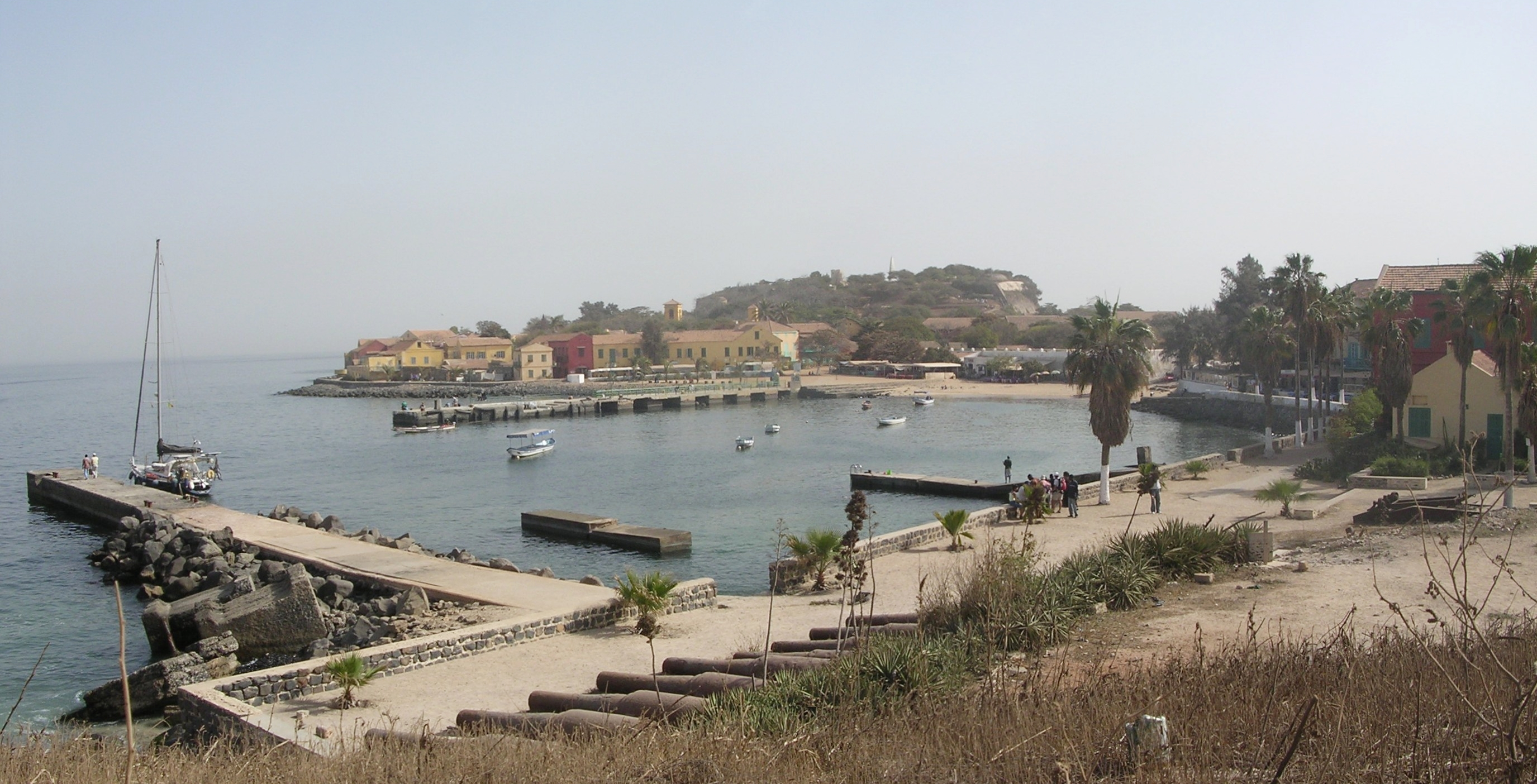
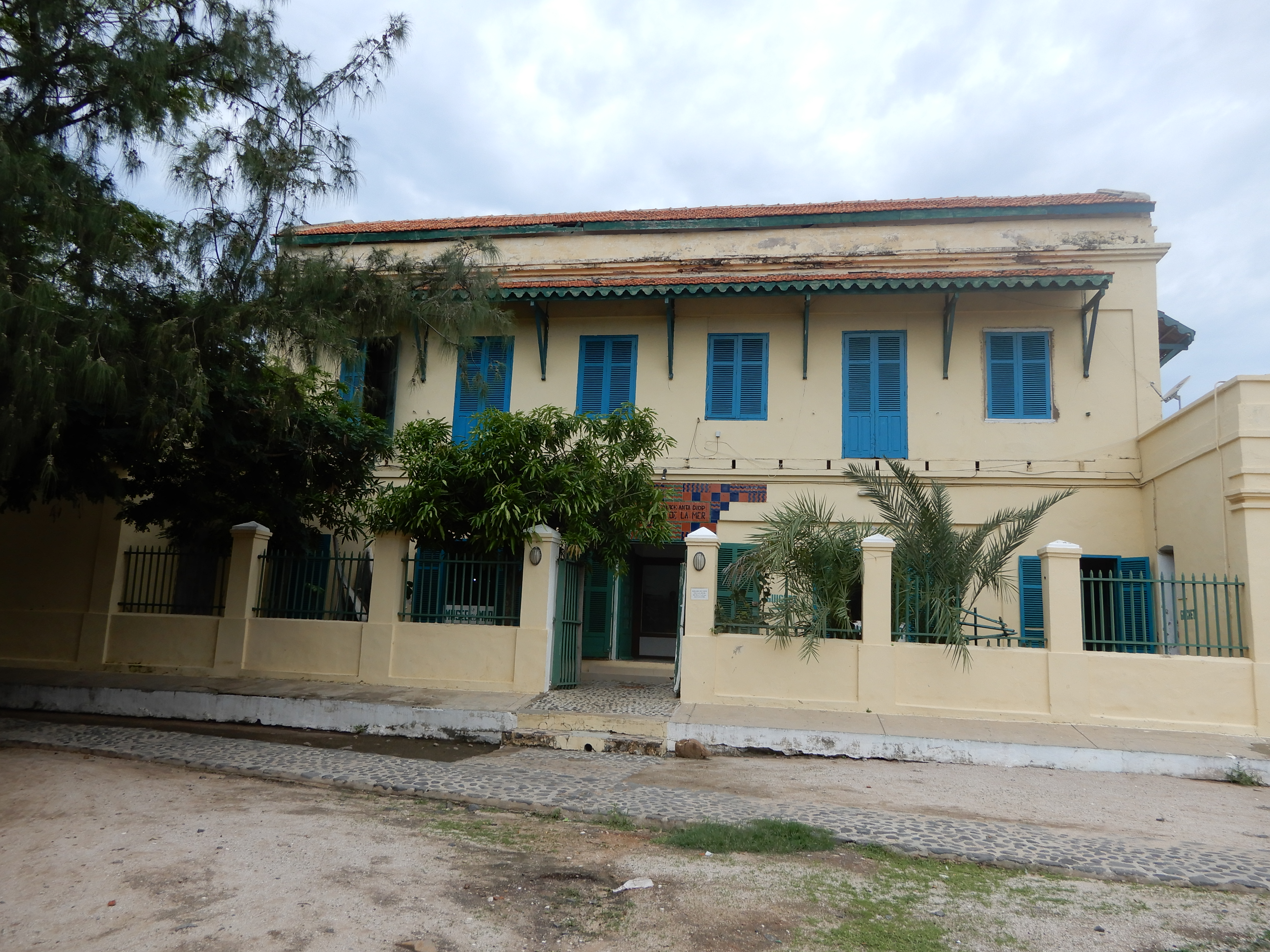
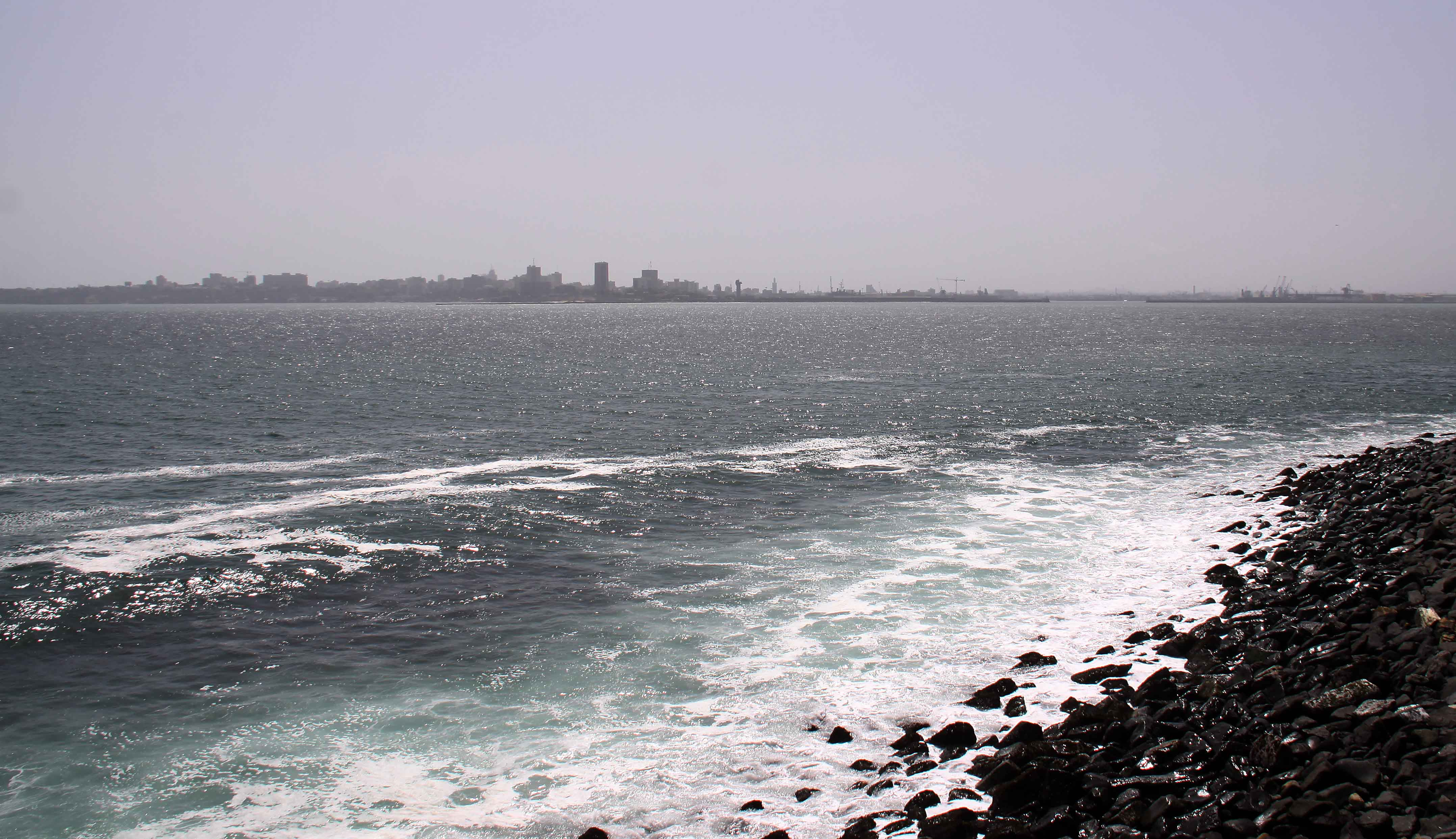
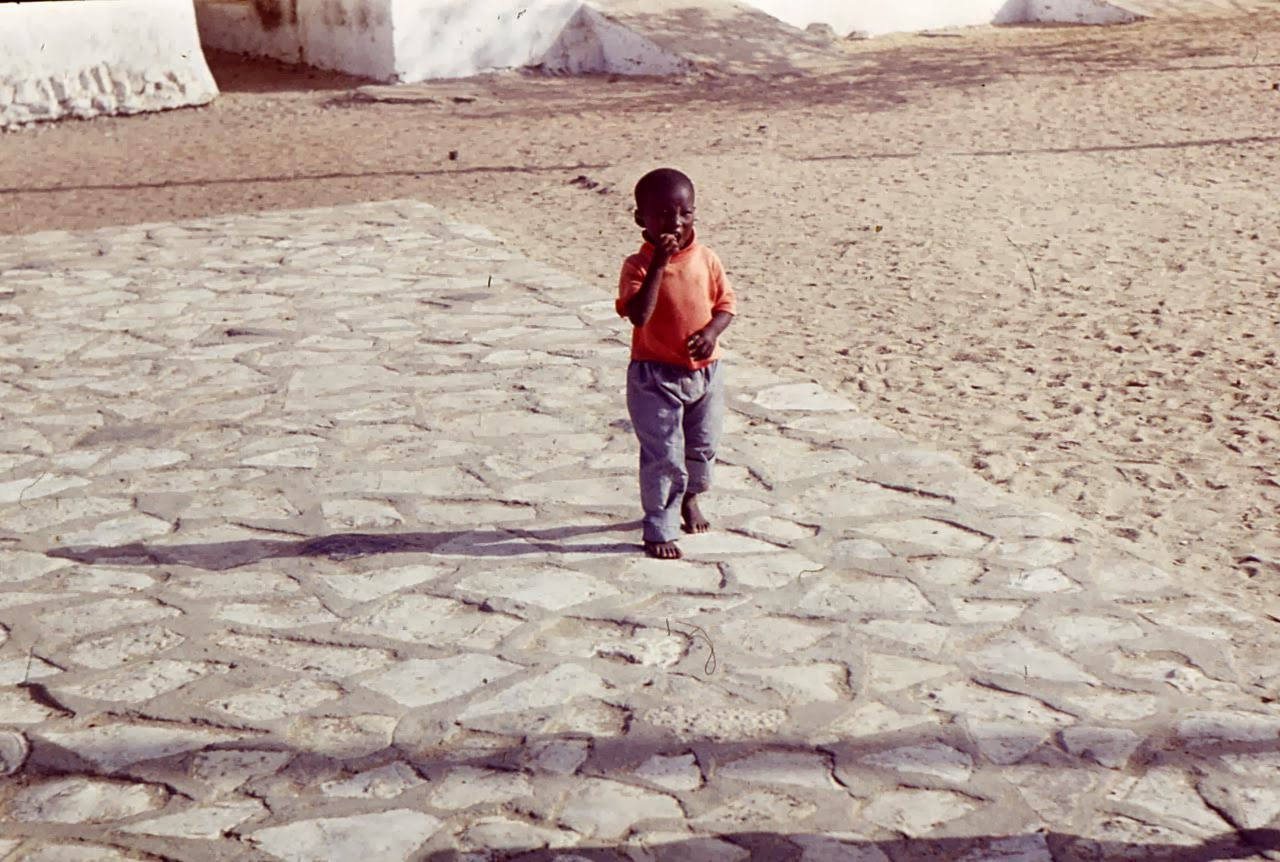

## التوأمة
- الصويرة  المغرب منذ عام 2005
- درانسي  فرنسا

## وصلات خارجية
- (بالعربية) قائمة التراث العالمي

قالب:مواقع التراث العالمي في السنغال